# Pantalla (estructura de contención)
Las pantallas, son un tipo de estructura de contención flexible de tierras, utilizadas habitualmente en construcciones de ingeniería civil.

## Propiedades de las pantallas
- Se colocan o ejecutan previamente a la excavación.
- Alcanzan una profundidad que es mayor que la de la excavación. Esto implica que el terreno en la parte excavada trabaje a pasivo.
- Son impermeables, tanto los elementos constituyentes como las juntas. Por lo tanto, permiten hacer excavaciones bajo el nivel freático con garantías, aunque habrá que bombear el agua para evitar posibles filtraciones. Puede resultar interesante profundizar la pantalla, para reducir el caudal a bombear, o evitar problemas de sifonamiento, o arrastres. Con esto, el camino de la filtración será mayor, se reducirá el gradiente, los caudales serán menores, y la posibilidad de sifonamiento, por lo tanto, también se verá reducida.
- Soportan muy bien los esfuerzos de flexión. Aun así, puede haber necesidad de recurrir a apoyos intermedios:
  - Por exceso de flexibilidad.
  - Porque los movimientos que se producen son excesivos.

## Tipos de pantallas
- Tablestacas o Pantallas de elementos prefabricados metálicos (sheet-pile en inglés).
- Pantallas de paneles prefabricados de hormigón.
- Muros pantalla o Pantallas de hormigón "in situ" (diaphragm walls o slurry walls en inglés).
- Pantallas de pilotes.
- Muros hechos por bataches.

## Elementos de soporte de pantallas
Dado que las pantallas son estructuras flexibles, en ocasiones puede resultar necesario aplicar elementos de soporte de muy diverso tipo.
El elemento de soporte natural es el terreno que hay en el intradós de la pantalla, que trabaja a pasivo. Pero en ocasiones este pasivo no es suficiente para contener a la pantalla, y se necesitan elementos adicionales, que pueden ser:

### Puntales
Son perfiles metálicos o estructuras metálicas que evitan que la pantalla flexione en exceso y además puntuales y aligeradas.

### Anclajes
Son perforaciones con un elemento metálico que trabaja a tracción, que se introduce en el terreno con una determinada inclinación. Se trata de buscar terrenos más consistentes, y evitar que afecte a las zonas de servicio de estructuras contiguas a la pantalla.
En el extremo que queda en el interior del terreno se inyecta una lechada, y en el extremo en contacto con la pantalla se coloca una cabeza de anclaje que reparte la fuerza de tensado.

### Forjado
En ocasiones se substituyen los puntales ya descritos por el propio forjado del edificio. Para ello se utilizan banquetas provisionales, que son unos terraplenes que ayudan al pasivo de la pantalla. Estas banquetas se retiran una vez construido el forjado.

### Construcción ascendente-descendente
Es una práctica particular de construcción. Consiste en cimentar los pilotes hasta el plano del encepado, y colocar sobre ellos (todavía bajo tierra) unos elementos metálicos correspondientes con los pilares de la estructura.
A partir de esto, se construye el forjado a nivel de suelo. Y posteriormente, se puede comenzar a construir hacia arriba (planta 1) y hacia abajo (planta -1), constituyendo el sistema de construcción ascendente-descendente.
La construcción ascendente no tiene diferencias respecto a una construcción convencional. Sin embargo, en la descendente, a medida que se va descendiendo se va excavando el terreno.
- Datos: Q2886382